# U-758
| U-758                                                                                    | U-758 | U-758 |
| ---------------------------------------------------------------------------------------- | --- | --- |
| U 758                                                                                    | | |
|                                                                                          | | |
| Зображення підводного човна підтипу VIIC                                                 | | |
| Верф                                                                                     | Kriegsmarinewerft Wilhelmshaven, Вільгельмсгафен                                                                           | Kriegsmarinewerft Wilhelmshaven, Вільгельмсгафен                                                                           |
| Під прапором                                                                             | Третій Рейх | Третій Рейх |
| Належність                                                                               | Крігсмаріне | Крігсмаріне |
| Порт приписки                                                                            | Кіль Сен-Назер Бордо | Кіль Сен-Назер Бордо |
| Замовлення                                                                               | 9 жовтня 1939 | 9 жовтня 1939 |
| Закладений                                                                               | 18 травня 1940 | 18 травня 1940 |
| Спуск на воду                                                                            | 1 березня 1942 | 1 березня 1942 |
| Введений до складу флоту                                                                 | 5 травня 1942 | 5 травня 1942 |
| На службі                                                                                | 1942—1945 | 1942—1945 |
| Сучасний статус                                                                          | 11 березня 1945 року сильно пошкодждений унаслідок авіаційного нальоту союзної авіації; 1946/1947 року розібраний на брухт | 11 березня 1945 року сильно пошкодждений унаслідок авіаційного нальоту союзної авіації; 1946/1947 року розібраний на брухт |
| Бойовий досвід                                                                           | Друга світова війна Битва за Атлантику                                                                                     | Друга світова війна Битва за Атлантику                                                                                     |
| Проєкт                                                                                   | | |
| Тип ПЧ                                                                                   | середній торпедний ДПЧ | середній торпедний ДПЧ |
| Вартість                                                                                 | 4 714 000 ℛℳ | 4 714 000 ℛℳ |
| Основні характеристики                                                                   | | |
| Швидкість (надводна)                                                                     | 17,9 вузла | 17,9 вузла |
| Швидкість (підводна)                                                                     | 8 вузлів | 8 вузлів |
| Робоча глибина занурення                                                                 | 100 м | 100 м |
| Гранична глибина занурення                                                               | 220 м | 220 м |
| Автономність плавання                                                                    | 135—174 км на швидкості 4 вузли (в підводному положенні) 11 470 км на швидкості 10 вузлів (у надводному положенні)         | 135—174 км на швидкості 4 вузли (в підводному положенні) 11 470 км на швидкості 10 вузлів (у надводному положенні)         |
| Екіпаж                                                                                   | 44—60 осіб | 44—60 осіб |
| Розміри                                                                                  | | |
| Довжина найбільша (по КВЛ)                                                               | 67,1 м | 67,1 м |
| Ширина корпусу найб.                                                                     | 6,2 м | 6,2 м |
| Висота                                                                                   | 9,6 м | 9,6 м |
| Середня осадка (по КВЛ)                                                                  | 4,74 м | 4,74 м |
| Водотоннажність надводна                                                                 | 769 т | 769 т |
| Водотоннажність підводна                                                                 | 871 т | 871 т |
| Силова установка                                                                         | | |
| дизель-електрична; 2 дизельних двигуни MAN M 6 V 40/46, 2 електродвигуни BBC GG UB 720/8 | | |
| Гвинти                                                                                   | 2 | 2 |
| Потужність                                                                               | 2 × 2100—2310 к.с. (дизелі) 2 × 750 к.с. (електродвигуни)                                                                  | 2 × 2100—2310 к.с. (дизелі) 2 × 750 к.с. (електродвигуни)                                                                  |
| Озброєння                                                                                | | |
| Артилерія                                                                                | 1 × 88-мм палубна гармата SK C/35                                                                                          | 1 × 88-мм палубна гармата SK C/35                                                                                          |
| Торпедно- мінне озброєння                                                                | 4 носових і один кормовий ТА 14 торпед або 26 мін TMA                                                                      | 4 носових і один кормовий ТА 14 торпед або 26 мін TMA                                                                      |
| ППО                                                                                      | 1 × 37-мм зенітна гармата Flak M42 2 × 20-мм зенітні гармати FlaK 30                                                       | 1 × 37-мм зенітна гармата Flak M42 2 × 20-мм зенітні гармати FlaK 30                                                       |

U-758 — німецький середній підводний човен типу VIIC, що входив до складу Військово-морських сил Третього Рейху за часів Другої світової війни. Закладений 18 травня 1940 року на верфі № 141 компанії Kriegsmarinewerft Wilhelmshaven у Вільгельмсгафені, спущений на воду 1 березня 1942 року. 5 травня 1942 року корабель увійшов до складу 6-ї навчальної флотилії ПЧ ВМС нацистської Німеччини.

## Історія служби
U-758 належав до німецьких підводних човнів типу VIIC, найчисельнішого типу субмарин Третього Рейху, яких випущено 703 одиниці. Службу розпочав у складі 6-ї навчальної флотилії ПЧ, з 1 листопада 1942 року переведений до бойового складу цієї флотилії ПЧ, а 15 жовтня 1944 року переданий у 33-тю флотилію ПЧ. У період з 14 листопада 1942 до 10 жовтня 1944 року U-758 здійснив сім бойових походів в Атлантичний океан, провівши 277 діб у морі. Під час бойових дій потопив 2 судна.
Підводний човен перебував просто неба під час британського нальоту на порт Кіля 11 березня 1945 року. Внаслідок бомбардування був сильно пошкоджений. 16 березня 1945 року його виключили зі списку військово-морських сил. Після припинення воєнних дій човен здали союзникам у травні 1945 року. Вважаючи занадто сильно пошкодженим, щоб бути потопленим у рамках операції «Дедлайт», він був натомість розібраний на брухт у 1946 або 1947 роках.

## Командири
- Капітан-лейтенант Гельмут Мансек (5 травня 1942 — 3 квітня 1944)
- Оберлейтенант-цур-зее Ганс-Аренд Файндт (4 квітня 1944 — 16 березня 1945)

## Перелік затоплених U-758 суден у бойових походах
| №                                                        | Дата            | Командир ПЧ           | Назва            | Тип                | Належність | Водотоннажність (брт) | Вантаж                                                                                            | Конвой        | Результат та координати                                               | Наслідки атаки для екіпажу     | Прим.                 |
| -------------------------------------------------------- | --------------- | --------------------- | ---------------- | ------------------ | ---------- | --------------------- | ------------------------------------------------------------------------------------------------- | ------------- | --------------------------------------------------------------------- | ------------------------------ | --------------------- |
| Другий похід (14.02—30.03.1943, 45 діб; Сен-Назер—Бордо) |                 |                       |                  |                    |            |                       |                                                                                                   |               |                                                                       |                                |                       |
| 1                                                        | 17 березня 1943 | Kptlt. Гельмут Мансек | Zaanland         | суховантажне судно | Нідерланди | 6 813                 | заморожене м'ясо, пшениця та цинк                                                                 | Конвой HX 229 | потоплено 50°38′ пн. ш. 34°46′ зх. д. / 50.633° пн. ш. 34.767° зх. д. | 53 (усі вижили)                |                       |
| 2                                                        | 17 березня 1943 | Kptlt. Гельмут Мансек | James Oglethorpe | суховантажне судно | США        | 7 176                 | 8000 тонн сталі, бавовни, продуктів харчування та палубний вантаж (літаки, трактори і вантажівки) | Конвой HX 229 | потоплено 50°38′ пн. ш. 34°46′ зх. д. / 50.633° пн. ш. 34.767° зх. д. | 74 (44 загинули та 30 вціліли) | судно класу «Ліберті» |